# Pantagias Catenae
Le Pantagias Catenae sono una struttura geologica della superficie di Dione.